# ایمان احمدی
ن می‌باشد.